# Sùng (nước)
Sùng (tiếng Trung: 崇; bính âm: Chóng) là một phiên thuộc thời Tam Đại.
Tương truyền vào thời Hạ, cha của vua Vũ là Cổn được phong là Sùng Bá đã lập nên thành trì nước Sùng, sau khi Cổn bị giết thì đất ấy từ đó liên tục không có vua.
Nước Sùng thời Ân Thương dời đô sang chỗ khác, địa điểm thành cũ có thể chính là di chỉ Lão Ngưu Pha. Quốc quân nước này trong giáp cốt văn được gọi là "Tông hầu", người trong họ từng giữ chức khuyển quan nên gọi là "khuyển tông". Theo quan điểm địa lý thì nó là một trong những nước có tầm quan trọng ở phía tây của triều Thương. Dưới thời Đế Tân, Sùng hầu Hổ mật báo việc Chu Văn vương mưu đồ tạo phản với vương thất nhà Thương, Văn vương về sau liền khởi binh diệt luôn nước Sùng, lấy đô thành của nước này dựng nên Phong Kinh.
Sau này cũng có một nước gọi là Sùng thuộc về lãnh thổ nước Tần thời Xuân Thu, đều ở cùng địa điểm cũ, nhưng nguyên nhân kiến lập của nó và mối quan hệ với nước Sùng thời Thương thật khó mà khảo chứng.